# Kim Jun-hyun (comediante)
Kim Jun-hyun (em coreano: 김준현; nascido em 16 de novembro de 1980), é um comediante sul-coreano, assinado pela JDB Entertainment. 
Sua religião é o catolicismo. 

## Curiosidades
Em 6 de maio de 2020, ele ganhou popularidade inesperada nos EUA, graças à transmissão do beisebol profissional sul-coreano (KBO) no exterior. Como o jogo de abertura do KBO League Samsung Lions e NC Dinos foi transmitido para todo o EUA, seu anúncio de pizza no campo externo do estádio também recebeu atenção inesperada, e as pessoas mostraram interesse chamando-o de "Pizza Guy". 

## Filmografia

### Show de variedades
| Ano          | Título                               | Rede     | Notas                                                                    |
| ------------ | ------------------------------------ | -------- | ------------------------------------------------------------------------ |
| 2007–2014    | Gag Concert                          | KBS2     | Membro do elenco                                                         |
| 2013–2015    | The Human Condition                  | KBS2     | Membro do elenco (piloto, episódio 1–92)                                 |
| 2014         | ko                                   | KBS2     | Co-apresentador                                                          |
| 2015         | Animals                              | MBC      | Apresentador                                                             |
| 2015         | What's Wrong with My Age?            | JTBC     | Apresentador                                                             |
| 2015         | Machohouse                           | XTM      | Apresentador                                                             |
| 2015         | Always Cantare Season 2              | tvN      | Apresentador                                                             |
| 2015         | Same Bed, Different Dreams           | SBS      | Membro do painel fixo (Episódio 28-44, exceto episódios 42-43)           |
| 2015–present | ko                                   | ComedyTV | Co-apresentador com Yoo Min-sang, Kim Min-kyung e Moon Se-yoon           |
| 2015–present | Saturday Night Live Korea            | tvN      | Membro do elenco                                                         |
| 2015–2017    | Baek Jong-won's Three Great Emperors | SBS      | Apresentador (episódios 1 a 93)                                          |
| 2016–2017    | Trick & True                         | KBS2     | Co-apresentador com Jun Hyun-moo e Lee Eun-gyeol                         |
| 2016–2019    | Life Bar                             | tvN      | Apresentador                                                             |
| 2017         | Fantastic Duo season 2               | SBS      | Co-apresentador/líder da equipe do painel com Jun Hyun-moo e Kim Bum-soo |
| 2017–present | Welcome, First Time in Korea?        | MBC      | Apresentador                                                             |
| 2019–present | Battle Trip                          | KBS2     | Apresentador                                                             |
| 2020–present | Immortal Songs: Singing the Legend   | KBS2     | Apresentador                                                             |
| 2021–present | Son Hyun-joo's Simple Station        | MBC      | MC com Lim Ji-yeon e Son Hyun-joo                                        |

### Séries de televisão
| Ano  | Título                         | Função                                                          | Rede |
| ---- | ------------------------------ | --------------------------------------------------------------- | ---- |
| 2012 | My Husband Got a Family        | Programa de variedades PD (breve aparição, episódio 12)         | KBS2 |
| 2013 | The Queen of Office            | Trabalhador da construção (breve aparição, episódio 1)          | KBS2 |
| 2015 | All About My Mom               | Presidente Kim (breve aparição)                                 | KBS2 |
| 2016 | Ugly Miss Young-Ae (season 15) | Diretor de dojo de artes marciais (breve aparição, episódio 12) | tvN  |
| 2018 | The Beauty Inside              | Breve aparição, episódio 1                                      | JTBC |
| 2019 | Hotel Del Luna                 | Breve aparição, episódio 6                                      | tvN  |

### Filmes
| Ano  | Título               | Função                                |
| ---- | -------------------- | ------------------------------------- |
| 2010 | Nutcracker 3D        | Rat King (dublagem coreana)           |
| 2012 | A Letter to Momo     | Iwa (dublagem coreana)                |
| 2012 | Yak: The Giant King  | Tossakan/Big Green (dublagem coreana) |
| 2012 | Marrying the Mafia V | Breve aparição                        |

## Prêmios e indicações
| Ano  | Prêmio                                     | Categoria                                                     | Trabalho(s) nomeado(s)                     | Resultado |
| ---- | ------------------------------------------ | ------------------------------------------------------------- | ------------------------------------------ | --------- |
| 2012 | 48th Baeksang Arts Awards                  | Best Variety Performer - Male                                 | Gag Concert                                | Venceu    |
| 2012 | 39th Korea Broadcasting Awards             | Comedian Award                                                | Gag Concert: Emergency Meeting             | Venceu    |
| 2012 | 20th Korean Culture Entertainment Awards   | Comedian Award                                                | Gag Concert: Discoveries in Life           | Venceu    |
| 2012 | 11th KBS Entertainment Awards              | Top Excellence Award in Comedy (Male)                         | Gag Concert: Discoveries in Life, Four Men | Venceu    |
| 2013 | 12th KBS Entertainment Awards              | Top Excellence Award in Comedy (Male)                         | Gag Concert: Just Relax, Goosebumps        | Venceu    |
| 2014 | 20th Korean Entertainment Arts Awards      | Comedian Award                                                |                                            | Venceu    |
| 2014 | 5th Korean Popular Culture and Arts Awards | Commendation from the Ministry of Culture, Sports and Tourism |                                            | Venceu    |
| 2015 | SBS Entertainment Awards                   | Excellence Award in Talk Show                                 | Baek Jong-won's Food Truck                 | Venceu    |
| 2016 | Korea Cable TV Awards                      | Delicious Star                                                | Delicious Guys                             | Venceu    |
| 2016 | 15th KBS Entertainment Awards              | Excellence Award in Talk Show                                 | Trick &amp; True                           | Indicado  |
| 2016 | 2016 SBS Entertainment Awards              | Top Excellence Award in Talk Show                             | Baek Jong-won's Food Truck                 | Indicado  |
| 2016 | 2016 SBS Entertainment Awards              | PD Award                                                      | Baek Jong-won's Food Truck                 | Venceu    |
| 2016 | 2016 SBS Entertainment Awards              | Best Couple Award (paired with Baek Jong-won)                 | Baek Jong-won's Food Truck                 | Indicado  |
| 2017 | 2017 SBS Entertainment Awards              | Excellence Award in Talk Show                                 | Fantastic Duo 2                            | Venceu    |
| 2019 | 17th KBS Entertainment Awards              | Top Excellence Award in Entertainment                         | Battle Trip                                | Indicado  |